# Wernau

## Fekvése
Wernau Délnyugat-Németországban, Baden-Württemberg tartomány Esslingen kerületében található, 25 km-re délnyugatra Stuttgarttól, a Neckar folyó mentén. A városka a Neckar folyó mellett épült. A folyónak a városka mellett elvezető szakaszát már 1818-ban szabályozták. A város szomszédságában egykor elterülő Neckar-holtágat 1820-tól több szakaszban feltöltötték. A település környékén a 20. században kavicsbányászat folyt, ennek maradványa a Großer See (Nagy tó) és a Kleiner See (Kis tó) nevű vízfelületek. A tavakat 1981-ben természetvédelmi területté nyilvánították. A 45 hektáros tóvidék mellett védett a wernaui agyagbányák nevű, 4,5 hektárnyi terület is. Wernau a Stuttgart–Tübingen vasútvonal mellett fekszik, 2009-re tervezik a stuttgarti S-Bahn meghosszabbítását a településig.

## Története
Helyén 1384-ben és 1681-ben is megpróbáltak már települést létrehozni, de a korabeli falvak gyorsan elnéptelenedtek. Wernaut 1938-ban hozták létre az egymás közelében fekvő Pfauhausen és Steinbach települések összevonásával. A település népességét a második világháború végén Magyarországról kitelepített svábok gyarapították. Wernaut 1968. április 1-jén nyilvánították várossá.

## Nevezetességei
- A Freiherren von Palm nemesi család kastélya a 18. századból
- Maria-Hilf-kápolna 1667-ből
- Itt született Johannes Kreidler zenész

## Testvérvárosa
- Bonyhád, Magyarország